# La Mure-Argens
La Mure-Argens ist eine französische Gemeinde mit 333 Einwohnern (Stand 1. Januar 2022) im Département  Alpes-de-Haute-Provence in der Region Provence-Alpes-Côte d’Azur. Sie gehört zum Kanton Castellane im Arrondissement Castellane. Die Bewohner nennen sich Murencs bzw. Murencques und Argentins.

## Geographie
La Mure-Argens grenzt im Nordwesten an Thorame-Basse, im Nordosten an Thorame-Haute, im Osten an Allons und im Süden und im Westen an Saint-André-les-Alpes. La Mure liegt auf 950 und Argens auf 1.231 m. ü. M. 1196 Hektaren der Gemeindegemarkung sind bewaldet.

## Wappen

La Mure
Argens

## Bevölkerungsentwicklung
| 1962 | 1968 | 1975 | 1982 | 1990 | 1999 | 2007 | 2012 |
| ---- | ---- | ---- | ---- | ---- | ---- | ---- | ---- |
| 140  | 141  | 172  | 209  | 233  | 249  | 320  | 337  |